# La Chaux (Cossonay)
La Chaux (Cossonay) ([la ʃo], im einheimischen frankoprovenzalischen Dialekt [(a) la ʦo]) ist eine politische Gemeinde im Distrikt Morges des Kantons Waadt in der Schweiz. Bis 1952 hiess die Gemeinde offiziell La Chaux (VD).

## Geographie
La Chaux (Cossonay) liegt auf 557 m ü. M., 12 km nördlich der Bezirkshauptstadt Morges (Luftlinie). Das Dorf erstreckt sich im Tal des Veyron, im westlichen Gros de Vaud, im Waadtländer Mittelland.
Die Fläche des 6,7 km² grossen Gemeindegebiets umfasst einen Abschnitt des leicht gewellten Waadtländer Mittellandes. Das Gebiet wird von Süden nach Norden von der breiten Talmulde des Veyron, eines rechten Nebenflusses der Venoge, durchzogen. Nach Osten reicht der Gemeindeboden bis an den Rand der Waldfläche Bois du Sépey (bis 620 m ü. M.). Im Westen erstreckt sich La Chaux über die Höhe Chantemerle (608 m ü. M.) und das Tälchen der Gèbre (Zufluss des Veyron) bis auf das Jurafussplateau, auf dem mit 623 m ü. M. der höchste Punkt erreicht wird. In einem schmalen Zipfel reicht das Gebiet bis an die Venoge bei der Hofsiedlung Le Vallon. Von der Gemeindefläche entfielen 1997 6 % auf Siedlungen, 17 % auf Wald und Gehölze, 76 % auf Landwirtschaft und etwas weniger als 1 % war unproduktives Land.
Zu La Chaux (Cossonay) gehören das Dorf Ittens (560 m ü. M.) auf der östlichen Seite des Veyron und einige Einzelhöfe. Nachbargemeinden von La Chaux (Cossonay) sind Cossonay, Senarclens, Grancy, Chavannes-le-Veyron, Cuarnens, Moiry, Chevilly und Dizy.

## Bevölkerung
Mit 432 Einwohnern (Stand 31. Dezember 2023) gehört La Chaux (Cossonay) zu den kleinen Gemeinden des Kantons Waadt. Von den Bewohnern sind 90,1 % französischsprachig, 4,0 % deutschsprachig und 2,0 % portugiesischsprachig (Stand 2000). Die Bevölkerungszahl von La Chaux (Cossonay) belief sich 1850 auf 484 Einwohner, 1900 noch auf 364 Einwohner. Nachdem die Bevölkerung bis 1970 auf 214 Personen abgenommen hatte, wurde seither wieder eine deutliche Bevölkerungszunahme beobachtet.

## Wirtschaft
La Chaux (Cossonay) war bis in die zweite Hälfte des 20. Jahrhunderts ein vorwiegend durch die Landwirtschaft geprägtes Dorf. Noch heute haben der Ackerbau, die Viehzucht und Milchwirtschaft eine wichtige Bedeutung in der Erwerbsstruktur der Bevölkerung. Weitere Arbeitsplätze sind im lokalen Kleingewerbe und im Dienstleistungssektor vorhanden. In den letzten Jahrzehnten hat sich das Dorf zu einer Wohngemeinde entwickelt. Viele Erwerbstätige sind deshalb Wegpendler, die vor allem im Grossraum Lausanne arbeiten.

## Verkehr
Die Gemeinde ist verkehrstechnisch gut erschlossen. Sie liegt an der Hauptstrasse von Cossonay über den Pass Col du Mollendruz in das Vallée de Joux. Auch mit La Sarraz und Morges besitzt La Chaux (Cossonay) gute Verbindungen. Durch den Postautokurs, der von Cossonay nach L’Isle verkehrt, ist das Dorf an das Netz des öffentlichen Verkehrs angebunden.

## Geschichte
Auf dem Gemeindegebiet wurden Überreste zweier römischer Villen gefunden. Die erste urkundliche Erwähnung des Ortes erfolgte 1228 unter dem Namen La Chaus. 1277 erschien die Bezeichnung domus de Calce und 1450 Calcis in Vuodo. Der Ortsname leitet sich vom lateinischen Wort calx (Kalkstein) ab. Der Weiler Ittens wurde bereits im Jahr 964 erstmals als Villa Ittinges genannt. Später wurden die Schreibweisen Idens (1005), Itteins (1238) und 1387 der heutige Name überliefert, der auf den burgundischen Personennamen Itto zurückgeht und bei den Leuten des Itto bedeutet.
La Chaux (Cossonay) und Ittens gehörten im Mittelalter den Herren von Cossonay. Diese schenkten La Chaux 1223 dem Templerorden, während sie Ittens behielten. Als dieser Orden 1311 aufgelöst wurde, kam La Chaux an die Johanniter. Mit der Eroberung der Waadt durch Bern im Jahr 1536 kamen La Chaux und Ittens unter die Verwaltung der Vogtei Morges. Mit der Einführung der Reformation wurde die Johanniterkommende säkularisiert. 1674 wurden die beiden Dörfer aufgrund einer Heirat zwischen den Besitzern der jeweiligen Herrschaft zusammengeschlossen. Nach dem Zusammenbruch des Ancien Régime gehörte La Chaux von 1798 bis 1803 während der Helvetik zum Kanton Léman, der anschliessend mit der Inkraftsetzung der Mediationsverfassung im Kanton Waadt aufging. 1798 wurde es dem Bezirk Cossonay zugeteilt.

## Sehenswürdigkeiten
Die heutige Pfarrkirche Saint-Michel entstand nach mehreren Umbauten (vor allem 1613 und 1781) aus der ehemaligen Kapelle des 15. Jahrhunderts. Die einstige Klosterkirche existiert nicht mehr. Nach der Reformation wurde die Komturei in ein Herrenhaus umgebaut.